# Ricardo García García-Ochoa
Ricardo García García-Ochoa (Aranda de Duero, Burgos, 25 de julio de 1944 - Aranda de Duero, 21 de febrero de 2023) fue un político y abogado español. Alcalde de Aranda de Duero en dos ocasiones (1979-1983 y 1987-1991).

## Biografía
Nacido en la localidad burgalesa de Aranda de Duero. Tras dos años de ejercicio profesional como abogado ejerció como oficial mayor del Ayuntamiento de Aranda. En 1979 ganó las elecciones municipales con Unión de Centro Democrático, convirtiéndose en el primer alcalde democrático de la localidad castellano-leonesa (1979-1983). Posteriormente volvió a presidir la corporación arandina con el partido Centro Democrático y Social (1987-1991), gracias a un pacto con Alianza Popular. Al concluir su segundo mantado, siguió trabajando en el ayuntamiento como letrado mayor hasta su jubilación.
Tras presentarse a las Elecciones a las Cortes de Castilla y León de 1987, con las siglas de  CDS, saló elegido como procurador de las Cortes Castellano-Leonesas en la II Legislatura del Parlamento autonómico (1987-1991). Sin embargo, en las Elecciones a las Cortes de Castilla y León de 1991 volvió a encabezar la candidatura del CDS de la provincia de Burgos, pero en esa ocasión no consiguió ser reelegido. Fue presidente provincial del  CDS.
Casado con María Fernanda Zarca. El matrimonio tuvo dos hijos: Ricardo y Fernando García Zarca.